# Гемпден (Массачусетс)
Гемпден (англ. Hampden) — місто (англ. town) в США, в окрузі Гемпден штату Массачусетс. Населення — 4966 осіб (2020).

## Демографія
Згідно з переписом 2010 року, у місті мешкало 5139 осіб у 1898 домогосподарствах у складі 1476 родин. Було 1949 помешкань
Расовий склад населення:
| - 96,7 % — білих - 1,4 % — азіатів - 0,5 % — чорних або афроамериканців - 0,1 % — корінних американців |

До двох чи більше рас належало 1,0 %. Частка іспаномовних становила 1,5 % від усіх жителів.
За віковим діапазоном населення розподілялося таким чином: 21,4 % — особи молодші 18 років, 60,2 % — особи у віці 18—64 років, 18,4 % — особи у віці 65 років та старші. Медіана віку мешканця становила 47,1 року. На 100 осіб жіночої статі у місті припадало 94,6 чоловіків;  на 100 жінок у віці від 18 років та старших — 92,2 чоловіків також старших 18 років.
Середній дохід на одне домашнє господарство  становив 102 875 доларів США (медіана — 81 304), а середній дохід на одну сім'ю — 119 964 долари (медіана — 92 460). Медіана доходів становила 71 034 долари для чоловіків та 54 417 доларів для жінок. За межею бідності перебувало 4,0 % осіб, у тому числі 3,5 % дітей у віці до 18 років та 4,2 % осіб у віці 65 років та старших.
Цивільне працевлаштоване населення становило 2651 особа. Основні галузі зайнятості: освіта, охорона здоров'я та соціальна допомога — 33,0 %, роздрібна торгівля — 10,4 %, виробництво — 8,9 %, будівництво — 8,9 %.